# レイジーを追いかけろ
『レイジーを追いかけろ』（レイジーをおいかけろ）は、1978年6月5日に発売されたレイジーのライブ・アルバム。

## 概要
同年3月21日に東京芝郵便貯金ホールで行われたライブの模様を収録したアルバム。スタジオでは演奏していない洋楽のカバーも演奏され、シングルやアルバムで発表していた曲も原曲よりロック色を強めた演奏になっている。
なお、当日は全28曲が演奏されたが、アルバムには14曲しか収録されていない。

## 収録曲
| 全編曲: 特記以外クレジットなし。 |                                                            |                                        |                                        |
| #                                | タイトル                                                   | 作詞                                   | 作曲                                   |
| 1.                               | 「オープニング〜ヘイ! アイ・ラブーユー」(編曲：馬飼野康二) | 森雪之丞                               | 馬飼野康二                             |
| 2.                               | 「レターでキッス」                                         | 森雪之丞                               | 森雪之丞                               |
| 3.                               | 「タイム・イズ・オン・マイ・サイド」                       | ノーマン・ミード                       | ノーマン・ミード                       |
| 4.                               | 「アンダー・マイ・サム」                                   | ミック・ジャガー、キース・リチャード   | ミック・ジャガー、キース・リチャード   |
| 5.                               | 「ワイルドで行こう」                                       | ボンファイアー                         | ボンファイアー                         |
| 6.                               | 「ゲット・バック」                                         | ポール・マッカートニー、ジョン・レノン | ポール・マッカートニー、ジョン・レノン |
| 7.                               | 「レイジーのテーマ」                                       | 都倉俊一                               | 都倉俊一                               |

| #         | タイトル                                             | 作詞                                | 作曲                               |       |
| --------- | ---------------------------------------------------- | ----------------------------------- | ---------------------------------- | ----- |
| 8.        | 「トライ・ミー」                                     | フィル・モグ、マイケル・シェンカー  | フィル・モグ、マイケル・シェンカー |       |
| 9.        | 「デイドリーム」                                     | ジョン・スチュワート 訳詞：滝野英治 | ジョン・スチュワート               |       |
| 10.       | 「可愛い人よ」                                       | 阿久悠                              | 大野克夫                           |       |
| 11.       | 「ダンス・ウィズ・ミー」                             | 森雪之丞                            | 森雪之丞                           |       |
| 12.       | 「カムフラージュ」(編曲：都倉俊一)                   | 松任谷由実                          | 都倉俊一                           |       |
| 13.       | 「ヘイ! アイ・ラブ・ユー」(編曲：馬飼野康二)         | 森雪之丞                            | 馬飼野康二                         |       |
| 14.       | 「赤頭巾ちゃん御用心〜エンディング」(編曲：都倉俊一) | 杉山政美                            | 都倉俊一                           |       |
| 合計時間: | 合計時間:                                            | 合計時間:                           | 合計時間:                          | 47:21 |

## 曲解説
1. オープニング〜ヘイ! アイ・ラブ・ユー
2. レターでキッス
3. タイム・イズ・オン・マイ・サイド
4. アンダー・マイ・サム
ローリング・ストーンズの曲のカバー。
5. ワイルドで行こう
ステッペンウルフの曲のカバー。
6. ゲット・バック
ビートルズの曲のカバー。
7. レイジーのテーマ
8. トライ・ミー
UFOの曲のカバー。
9. デイドリーム
モンキーズの曲のカバー。井上俊次がリードボーカル。
10. 可愛い人よ
クック・ニック&チャッキーの曲のカバー。
11. ダンス・ウィズ・ミー
12. カムフラージュ
13. ヘイ! アイ・ラブ・ユー
1番のAメロがスローテンポにアレンジされ、Bメロからシングルと同様の形になる。
14. 赤頭巾ちゃん御用心〜エンディング